# Siskiyou Mountains
De Siskiyou Mountains is een bergketen die zich in het noordwesten van Californië en in het zuidwesten van Oregon (allebei in de VS) bevindt. Deze keten is eigenlijk het noordelijke deel van de Klamath Mountains.
De keten is ongeveer 160 kilometer (100 mijl) lang en loopt van het oosten van Cresent City (Californië), langs de noordkant van de Klamathrivier naar Josephine en Jackson county's in Oregon. De keten vormt ook een soort grens tussen de Klamathrivier in het zuiden en de Roguerivier in het noorden.
De hoogste toppen in de keten zijn: Siskiyou Peak (2178 meter/7147 voet), Mt. Ashland (2296 meter/7533 voet) en Dutchman Peak (2303 meter/7555 voet) welke allemaal in Oregon gelegen zijn.
De hoogste piek in het Californische deel is de Preston Peak (2228 meter/7309 voet).
Het Oregon Caves National Monument bevindt zich in het noordelijk deel deel van de keten ten zuiden van de Grants Pass in Oregon. Het Red Buttes Wilderness beschermt een deel van de keten, gelegen in Oregon.